# Norton Commando Interpol-serie
De Norton Commando Interpol-serie was een serie politiemotoren die het Britse merk Norton produceerde van 1969 tot 1976.

## Voorgeschiedenis

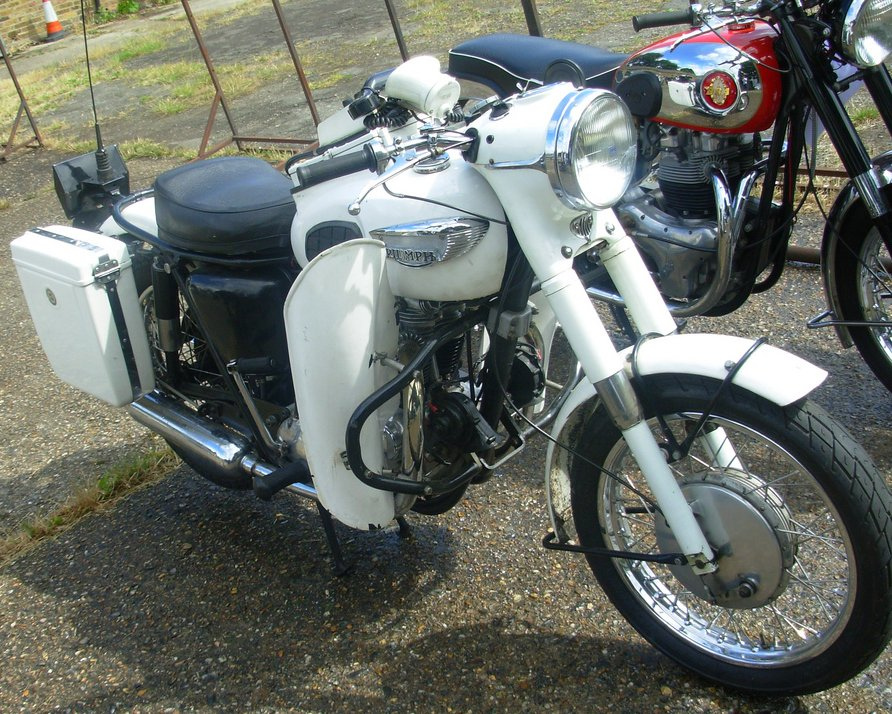
Triumph TR6P Trophy ("Triumph SAINT")

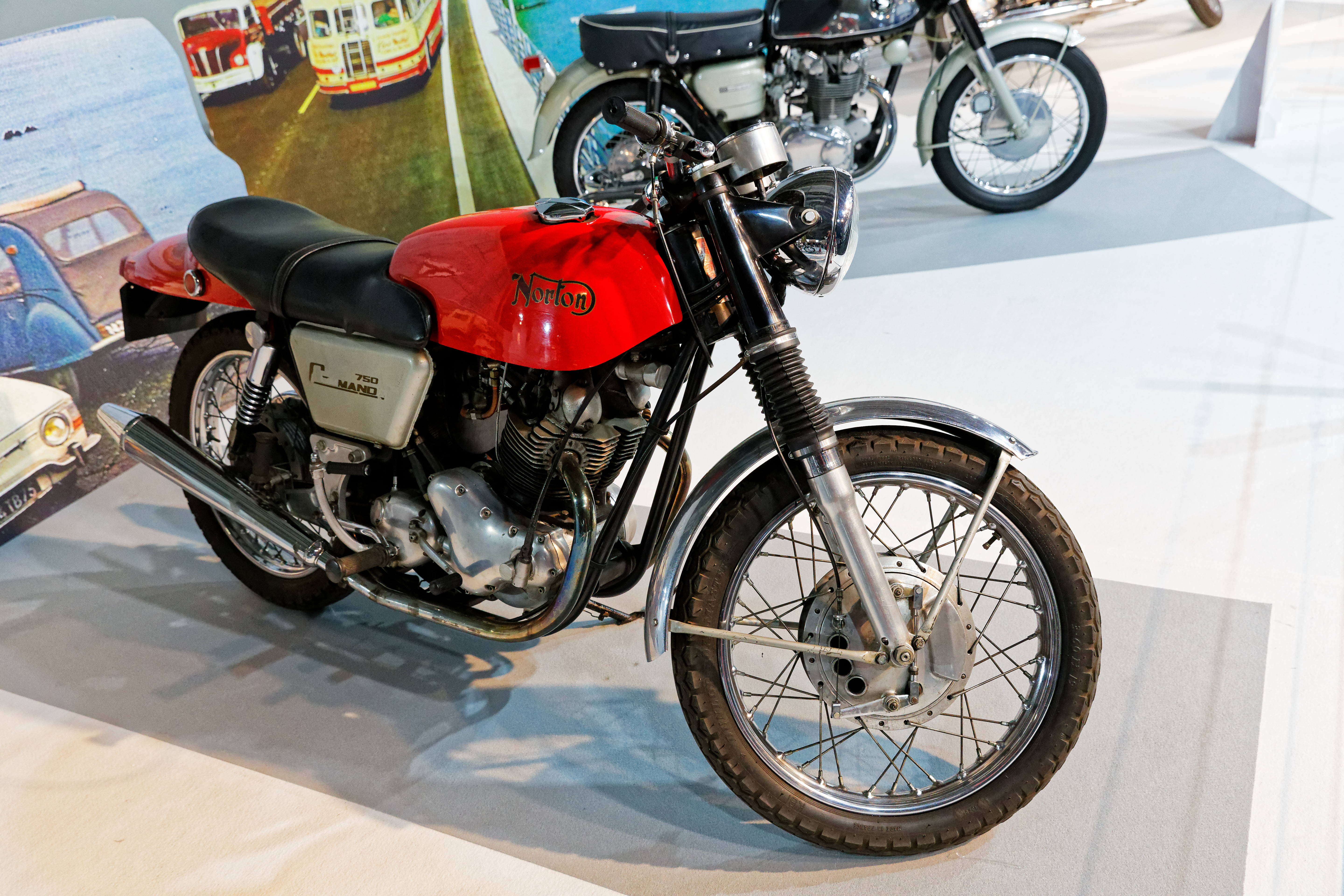
De basis werd gevormd door de Norton Commando 750

In 1961 had Norton de 745cc-Norton Atlas op de markt gebracht. Dit was de zwaarste motorfiets die in het Verenigd Koninkrijk in grote aantallen werd gebouwd. Norton behoorde toen samen met o.a. AJS en Matchless tot Associated Motor Cycles (AMC). Concurrenten Triumph en BSA behoorden tot de BSA-groep. De Britse politiekorpsen gebruikten voornamelijk de door Police sales manager Neale Shilton ontworpen 650cc-Triumph TR6P Trophy die "SAINT" werd genoemd. Officieel betekende dat "Stop Anything In No Time" maar het was een duidelijke verwijzing naar de witte Volvo P1800 die Simon Templar (Roger Moore) in de tv-serie The Saint gebruikte.

### Norton Villiers
In 1966 ging Associated Motor Cycles failliet. Het werd overgenomen door Dennis Poore, eigenaar van Manganese Bronze Holdings en de Villiers Engineering Group (door de overname van Villiers in Wolverhampton). Poore vormde het nieuwe bedrijf Norton Villiers. De AMC-merken AJS, Matchless, James en Francis-Barnett verdwenen van de markt. De Norton-motorblokken werden geproduceerd in de Villiers-fabriek in Wolverhampton, de frames in Manchester en alles werd geassembleerd in de AMC-fabriek in Woolwich. Eind 1968 werd de fabriek in Woolwich onteigend. Met overheidssteun ging de hele productie in 1969 naar een extra productielijn in Wolverhampton, de assemblage naar North Way (Andover) en de testafdeling kwam in een hangar op het Thruxton Circuit (bij Andover). De in Wolverhampton geproduceerde onderdelen werden 's nachts naar Andover vervoerd.

### Norton Commando 750
Poore zette dus volledig in op het merk Norton om te concurreren met de BSA-groep en in 1968 verscheen de Norton Commando 750 met een licht gewijzigd Atlas-blok en een moderne styling.

## Norton Commando 750 Interpol
De Britse overheid propageerde het gebruik van binnenlandse producten in het begin van de jaren zeventig. Het land maakte nog geen deel uit van de Europese Unie en hoewel Britse militaire motorfietsen nog in vele landen populair waren, gebruikten politiekorpsen in de hele wereld (met uitzondering van de Verenigde Staten) al graag de BMW R60/5 en R75/5 als politiemotor. Rond 1968 huurde Norton Neale Shilton in. Ondanks de scepsis en soms zelfs tegenwerking van sommige leden van het Norton management ontwikkelde hij in opdracht van Dennis Poore een politiemotor op basis van de Norton Commando.
De Norton Commando 750 Interpol kreeg de typisch Britse kuip, de Avon Avonaire, die ook gebruikt was op de BSA A65L Lightning die bekend was van de Bondfilm Thunderball, maar in de jaren zeventig al vrij ouderwets was. Er werden tot 1971 ook exemplaren geleverd die alleen voorzien waren van beenschilden. De politie eiste wel een metalen tank, waardoor een oude tank voor een
slimline frame (van de Dominator) werd gebruikt, met een aangepaste bodemplaat voor het Commando frame. Op de tank kwam het verbindingssysteem, een vierkante kast voorzien van een Cossar-radio met een telefoonhoorn. De kofferset kwam van het merk Craven, dat in het Verenigd Koninkrijk algemeen gebruikt was, maar ook al, zeker in vergelijking met de Duitse Krauser koffers, ouderwets was en met enorm veel bouten, moeren, klemmen en afstandsbussen gemonteerd moest worden. Bovendien waren de zijkoffers onhandige "bovenladers" met een zeer kleine inhoud. De Britse regering deed er echter alles aan om binnenlandse producten te promoten en verbood simpelweg het gebruik van buitenlandse exemplaren. Ook na het verschijnen van de Norton Commando 750 Fastback Mk II met de hoge uitlaten behield de Interpol de lage uitlaten omdat die ruimte boden voor de koffers.
Shilton reisde met zijn prototype langs de Britse politiekorpsen. Het was echter nog grotendeels een standaard-Norton Commando, maar in de basis heel geschikt voor politiewerk. Hoewel de machine in 1969 feitelijk klaar was, kwam de productie pas in 1970 echt op gang. De verschillende korpsen stelden ook verschillende eisen aan de machine, zoals de stroomlijnkuip en de plaatsing van de radio, de zwaailichten en de meertonige hoorns. Soms werden in plaats van de kuip beenschilden besteld. De meeste extra onderdelen werden bij gespecialiseerde bedrijven buiten de Norton-fabriek geproduceerd en daar ook gemonteerd. In 1971 werd de machine verbeterd. Er kwam een waarschuwingslampje voor de stroomvoorziening en als optie konden richtingaanwijzers worden gemonteerd. De specifieke bedrading die nodig was voor de speciale elektrische onderdelen werd nu standaard gemonteerd. Daardoor werd de montage van de Lucas 9H tweetonige hoorns en de Lucas HC3 aansturing voor claxon en hoorns vereenvoudigd. Een relais en de aansturingseenheden voor de hoorns en zwaailichten werden op het linker zijdeksel gemonteerd. Ook kon een tweede accu worden gemonteerd, maar door de moderne radio's en de capaciteit van de accu's was dat niet echt nodig. Omdat het politiewerk veel van de remmen eiste was vanaf 1971 een schijfrem in het voorwiel op verzoek leverbaar.
In 1971 waren er al richtingaanwijzers in de stroomlijnkuip gemonteerd, maar de machine werd achter zonder richtingaanwijzers geleverd omdat de plaatsing afhing van de keuze van het korps (los of op de kofferset). De beenschilden, die bij andere modellen al verdwenen waren, konden op de Interpol nog steeds geleverd worden. De grote stalen Atlas-tank werd nu zonder de uitsparingen voor de radio ook geleverd op de Norton Commando 750 Fastback LR (Long Range). Naast de als optie geleverde schijfrem in het voorwiel kwamen er ook ombouwsets voor oudere modellen. Voor de schijfremmodellen was ook een ander stuur nodig met ruimte voor de hoofdremcilinder, maar de Interpols hadden hun eigen stuur dat ook ruimte voor de rem- en koppelingshendels liet in de stroomlijnkuip. De schijfremmen hadden echter wel last van kinderziekten. Eind 1971 werd ook een achterwiel met rubberen transmissiedemper leverbaar.
In 1972 kon de Interpol profiteren van de in dat jaar ingevoerde wijzigingen aan andere modellen. De omhooggebogen uitlaten van de Fastback Mk II beperkten echter de mogelijkheid om koffers te plaatsen, maar men kon wel gebruikmaken van de nieuwe, 65pk-sterke Combat-motor en de 23liter-tank van de Commando 750 Interstate. Norton ontwikkelde ook een eigen stroomlijnkuip, de Northway, een verwijzing naar de fabriek in North Way (Andover), die erg veel leek op die van Avon en die ook door hetzelfde bedrijf (Composite Laminated Products) werd geproduceerd. Ze was niet uitsluitend bestemd voor de Interpol, die een aangepaste versie kreeg waarbij rekening was gehouden met de plaatsing van een zwaailicht. Ook werd de ruit iets lager en was ze niet uitwisselbaar met de civiele kuipen. In die tijd werden steeds meer wijzigingen aan koffers en kuip aangebracht om ze meer in overeenstemming te brengen met de bolle tank van de Commando Interstate. Er kwamen ook tweetonige hoorns van het Italiaanse merk Fiamm. De combinatie van Fiamm hoorns en compressor werd ook wel in personenwagens gebruikt om er korte melodietjes mee te spelen (zoals bijvoorbeeld bij de "General Lee" Dodge Charger uit de serie The Dukes of Hazzard). Daarom werden ze bij de politie-uitvoering al snel in de koffers gemonteerd om diefstal te voorkomen.

### Onderhoud, problemen en kinderziekten
In tegenstelling tot politieauto's die 24 uur per dag onderweg waren met verschillende chauffeurs, waren de Britse politiemotoren meestal toegewezen aan een of twee rijders. Zij konden soms kleine persoonlijke modificaties aanbrengen maar waren ook meer bereid zelf veel aan het onderhoud te doen. Kleine kinderziekten werden snel verholpen, zoals het verstevigen van de nogal zwakke middenbok of het aanbrengen van een beugeltje onder het rempedaal, dat anders naar beneden viel als de remkabel brak. Het onderhoud zorgde ook wel voor problemen, met name de vele wasbeurten, waarbij water en schoonmaakmiddel rubbers konden aantasten, met name de rubber blokken van het isolasticsysteem. De vele gereden kilometers brachten problemen ook sneller aan het licht, waarvan de productie van civiele modellen profiteerde. Maar soms waren problemen niet op te lossen. De Norton Commando had altijd al wat last van warmteproblemen, maar een beroemd incident vond plaats in het Midden-Oosten. 25 politiemotoren voor de politie van Koeweit hadden zo veel last van de hitte dat ze uiteindelijk in de Perzische Golf werden gedumpt.
In 1975 kreeg ook de Interpol de wijzigingen die op de andere modellen werden aangebracht, zoals de verplaatsing van het schakelpedaal naar links en de toevoeging van een startmotor. De ontwikkeling stopte in dat jaar, maar de 750 Interpol werd nog tot in september 1976 geleverd. De markt, ook in het Verenigd Koninkrijk, was overgenomen door BMW, dat daarvoor intussen ook gebruikmaakte van de diensten van Neale Shilton.

### Saoedi-Arabië
In maart 1975 reisde Shilton naar Riyad om Interpols aan de  Saoedi-Arabische minister van defensie prins Aziz te verkopen. Shilton maakte indruk door tijdens een taptoe langs het koninklijke gezelschap te rijden met zwaailicht en sirene, terwijl hij op de voetsteunen stond en een mititaire groet bracht. Er werd een contract voor 1 miljoen pond gesloten voor de levering van 580 motorfietsen. In de zomer ging Norton Villiers Triumph in liquidatie. De fabriek in Wolverhampton, waar de Commando's werden geproduceerd, werd door de werknemers bezet, waardoor de productie vastliep. Er stonden in de voormalige BSA-fabriek echter 512 Triumph T160 Tridents klaar voor aflevering, 288 voor Australië en 224 voor de Verenigde Staten. De keuze was snel gemaakt: In de particuliere verkoop konden de machines niet concurreren met de Japanners en zelfs de Britse politiekorpsen (met uitzondering van Yorkshire) waren al overgestapt op motorfietsen van BMW. De T160's werden omgebouwd tot politiemotor met de naam Triumph T160P Trident, met een groot toerscherm en zijkoffers en van een Norton-logo voorzien. 450 werden er naar Saoedi-Arabië verscheept en 150 stonden er op aflevering te wachten toen de Saoedi's de order cancelden vanwege de slechte betrouwbaarheid. De laatste 150 exemplaren werden als Triumph T160 Cardinal particulier verkocht.

### Undercovermotor
De uitvoering van de Interpol was bijna altijd in wit, maar enkele exemplaren werden in blauw of zwart, meestal zonder kuip of beenschilden geleverd om dienst te doen als undercovermotorfiets. Een kofferset was wel nodig om papieren en de radio te herbergen. De aluminium strips om de craven-koffers kon iets worden verlengd om als radioantenne dienst te doen, waarbij de verbindingskabels onder de kleding van de berijder door liepen. Als er wel een kuip was werd een zeer dunne antenne achter de ruit geplaatst.

### Motor

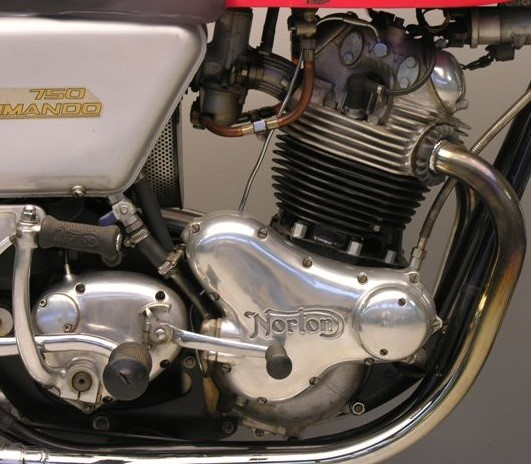

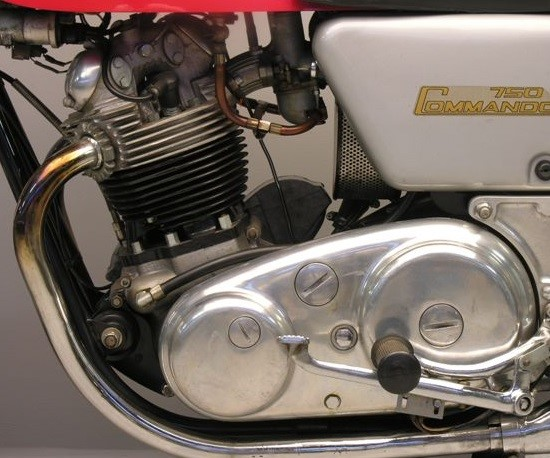

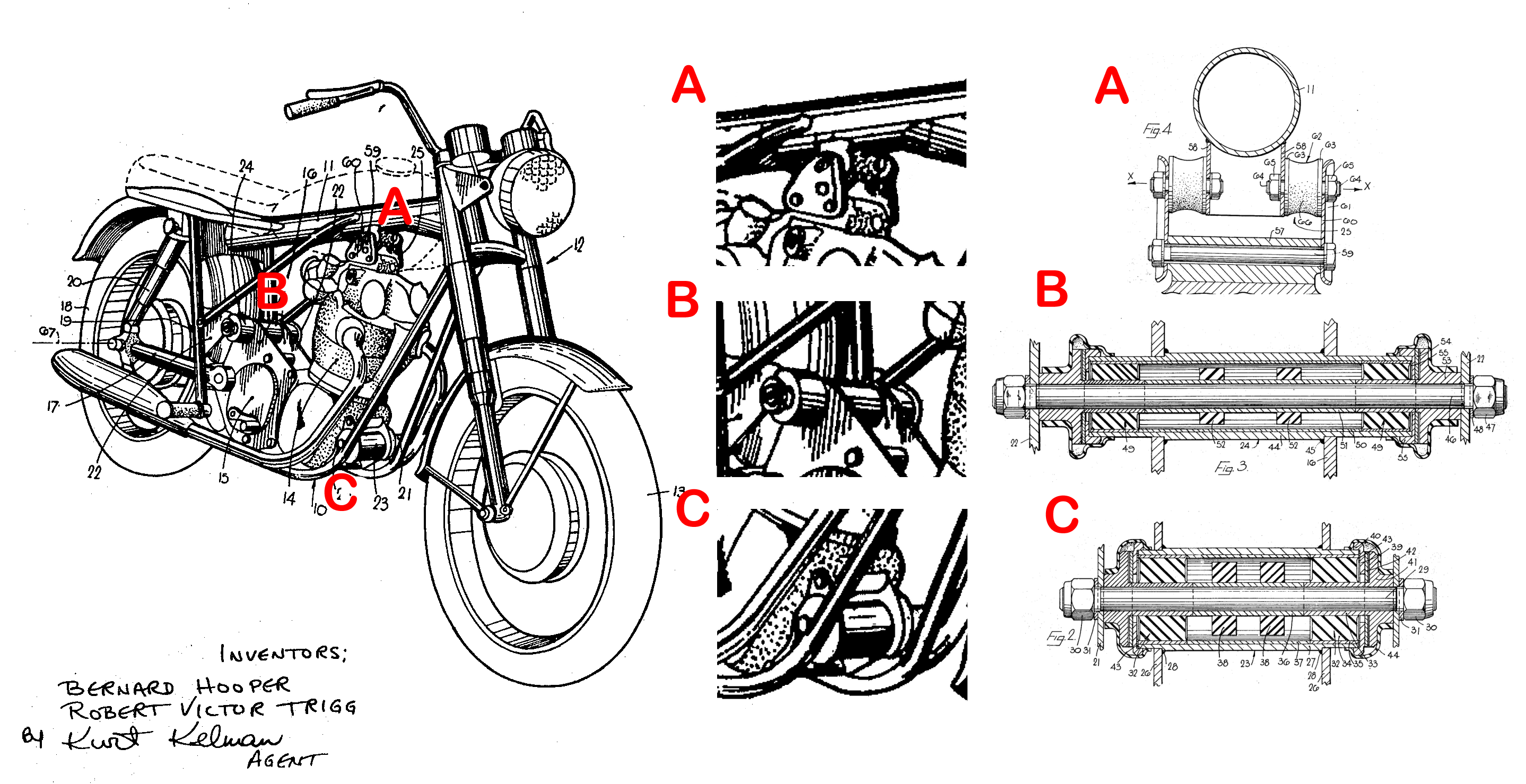
Het Isolastic systeem

De motor met fabrieksaanduiding "20M3" (fabrieksaanduiding Norton Model 20, derde versie van de motor) was een dwarsgeplaatste, luchtgekoelde paralleltwin met dezelfde maten (boring × slag 77 × 89 mm, cilinderinhoud 745 cc) als die van de Norton Atlas. Bij de Commando helde het cilinderblok echter licht naar voren, een wens van Dennis Poore, die een duidelijk onderscheid met de Atlas wilde. De compressieverhouding bedroeg nog steeds 8,9:1 maar door een betere combinatie van carburateurs (2× Amal 930 Concentric) en uitlaatsysteem leverde de motor toch wat meer vermogen: 58 pk bij 6.800 tpm. De magneetontsteking was vervangen door een 12V-accu-bobine-ontsteking waarbij de stroomverdeler met contactpuntjes achter de cilinders zat, aangedreven door een kort kettinkje. De alternator zat op het linker krukasuiteinde.
Bij de verhuizing van de productie naar Wolverhamton in 1969 werd de motor aangepast door de stroomverdeler en contactpuntjes te verplaatsen naar het rechter uiteinde van de nokkenas. De aansluiting van de toerentellerkabel moest daarvoor plaats maken. Die werd aan de voorkant van de nokkenas geplaatst, wat dieper verzonken in het carter. De tuimelaardeksels, die voorheen alleen in zand gegoten waren, werden nu gepolijst. Deze motor werd 20M3S genoemd. Omdat de krukashoofdlagers snel stuk gingen kreeg de motor in 1971 een sterker carter en het linker hoofdlager werd gewijzigd van kogellager naar rollager. Rollagers aan beide zijden zouden sluitplaatjes nodig hebben gemaakt om axiale speling tegen te gaan. De carterventilatie werd verplaatst van de nokkenas naar de achterkant van het blok.

### Transmissie
De meervoudige droge plaat diafragmakoppeling en de AMC-vierversnellingsbak werden vanaf de krukas aan de linkerkant door een triplexketting aangedreven. Op de pre unit-versnellingsbak die aan de rechterkant met de voet geschakeld werd zat ook de kickstarter. Het achterwiel werd door een ketting aan de linkerkant aangedreven. Het deksel van de primaire aandrijving was met slechts een enkele bout bevestigd, maar met de komst van de 850 Mk II in 1974 werden twaalf schroeven gebruikt in een poging de olielekkages te bestrijden. Toen kreeg de triplexketting ook een kettingspanner.

### Rijwielgedeelte
Het Norton P10-prototype had al een ingekorte versie van het featherbed-dubbel wiegframe. Voormalig Rolls Royce-ingenieur dr. Stefan Bauer had de cilinderkop voor de P10 ontwikkeld, maar hij wijzigde voor de Commando ook het frame. Hij voorzag het frame van een dikke, enkele bovenbuis. Voor zat de Norton Roadholder-telescoopvork met stuurdemper en achter een swingarm met twee veer/demperelementen. Voor en achter zaten trommelremmen.

#### Isolastic systeem
Hoofdingenieur Wally Wyatt had al een rubberophanging van het motorblok voor de P10 ontwikkeld, maar dat faalde. Het blok kon bewegen in het frame, maar de aandrijflijn niet. Daardoor liep de ketting van het achtertandwiel. Toch moest er iets gebeuren om de enorme trillingen van het blok te beperken. Aanpassingen aan nokkenas, carburateurs en uitlaatsysteem zouden betekenen dat het vermogen drastisch daalde, waardoor ten opzichte van de Atlas geen enkel voordeel zou worden geboekt. Bernard Hooper, een ingenieur die van Villiers kwam, bedacht tijdens een treinreis een oplossing voor de rubberophanging van het motorblok. Hij bouwde de hele aandrijflijn inclusief swingarm aan het motorblok vast, waardoor alles tegelijk "bewoog". Op de octrooiaanvraag van het systeem kwam ook de naam van Robert Victor ("Bob") Trigg, die bij Ariel en BSA gewerkt had, maar die nu samen met Stefan Bauer verantwoordelijk was voor de bouw van het frame.

## Norton Commando 850 Interpol Mk I
In 1973 kwam Norton met de 850cc-versie van de Commando. Men bracht de Norton Commando 850 Roadster Mk I, de Norton Commando 850 Interstate Mk I, de Norton Commando 850 Hi-Rider Mk I en de Norton Commando 850 Interpol Mk I uit. De motor was tot 828 cc vergroot door de boring van 73 naar 77 mm te brengen. Het carter werd verstevigd en de bevestigingsbouten van de cilinders en cilinderkop werden langer. De motor kreeg sterkere zuigers en er werden opnieuw maatregelen genomen om olielekkage tegen te gaan. Zo werd er een terugslagklep in de rechter carterplaat gezet om te voorkomen dat olie uit de olietank naar het carter lekte als de motor stilstond (het zgn. "wetsumping".) Tussen de beide uitlaatbochten kwam een balanspijp. Om de motortrillingen te beperken werd de krukas dynamisch uitgebalanceerd. Ook de koppeling werd verstevigd en kreeg een extra koppelingsplaat. Het vermogen bleef gelijk met 60 pk, maar werd nu al bij 6.200 tpm geleverd. Deze machines hadden nog geen startmotor.

## Norton Commando 850 Interpol Mk II
Begin 1974 werden de in- en uitlaatpoorten in de cilinderkop aangepast en werd de naam veranderd in Norton Commando 850 Interpol Mk II
Hoewel de 750cc-modellen nog steeds geleverd werden, verdwenen de 850cc-modellen na 1974.

## Technische gegevens
| Norton                 | Commando 750 Interpol             | Commando 850 Interpol Mk I        | Commando 850 Interpol Mk II       |
| ---------------------- | --------------------------------- | --------------------------------- | --------------------------------- |
| Periode                | 1969-1976                         | 1973                              | 1974                              |
| Categorie              | Politiemotor                      | Politiemotor                      | Politiemotor                      |
| Motortype              | Stoterstangen kopklepmotor        | Stoterstangen kopklepmotor        | Stoterstangen kopklepmotor        |
| Bouwwijze              | Dwarsgeplaatste paralleltwin      | Dwarsgeplaatste paralleltwin      | Dwarsgeplaatste paralleltwin      |
| Koeling                | Lucht                             | Lucht                             | Lucht                             |
| Boring                 | 73 mm                             | 77 mm                             | 77 mm                             |
| Slag                   | 89 mm                             | 89 mm                             | 89 mm                             |
| Cilinderinhoud         | 745 cc                            | 828,9 cc                          | 828,9 cc                          |
| Carburateur(s)         | 2 x Amal 930 Concentric           | 2 x Amal 930 Concentric           | 2 x Amal 930 Concentric           |
| Ontsteking             | Lucas 12V accu-bobine             | Lucas 12V accu-bobine             | Lucas 12V accu-bobine             |
| Smeersysteem           | Dry-sumpsysteem                   | Dry-sumpsysteem                   | Dry-sumpsysteem                   |
| Compressieverhouding   | 8,5:1                             | 8,5:1                             | 8,5:1                             |
| Max. Vermogen          | 60 pk bij 6.800 tpm               | 60 pk bij 6.200 tpm               | 60 pk bij 6.200 tpm               |
| Startmethode           | Kickstarter                       | Kickstarter                       | Kickstarter                       |
| Topsnelheid            | Onbekend                          | Onbekend                          | Onbekend                          |
| Primaire aandrijving   | Triplexketting                    | Triplexketting                    | Triplexketting                    |
| Koppeling              | Meervoudige natte plaat           | Meervoudige natte plaat           | Meervoudige natte plaat           |
| Versnellingen          | 4 (AMC)                           | 4 (AMC)                           | 4 (AMC)                           |
| Secundaire aandrijving | Ketting                           | Ketting                           | Ketting                           |
| Rijwielgedeelte        | Dubbel wiegframe (Isolastic)      | Dubbel wiegframe (Isolastic)      | Dubbel wiegframe (Isolastic)      |
| Voorvork               | Telescoopvork (Norton Roadholder) | Telescoopvork (Norton Roadholder) | Telescoopvork (Norton Roadholder) |
| Achtervork             | Swingarm                          | Swingarm                          | Swingarm                          |
| Voorrem                | 203mm-trommel                     | 254mm-schijfrem                   | 254mm-schijfrem                   |
| Achterrem              | 178mm-trommel                     | 178mm-trommel                     | 178mm-trommel                     |
| Wielbasis              | 1.441 mm                          | 1.450 mm                          | 1.450 mm                          |
| Zadelhoogte            | 864 mm                            | Onbekend                          | Onbekend                          |
| Tankinhoud             | 18 liter                          | Onbekend                          | Onbekend                          |
| Droog gewicht          | Onbekend                          | Onbekend                          | Onbekend                          |